# Agias de Trézène
Ἀγίας
Compléments
auteur des Retours
Agias de Trézène (en grec ancien Ἀγίας, parfois orthographié Hégias ou Égias en français) est un poète cyclique archaïque du VIIe siècle av. J.-C. originaire de la ville de Trézène. Son nom est parfois orthographié Augias, à la suite d'une antique erreur de copiste.

## Notice historique
Il est connu pour être l'auteur des Retours, qui reliait à l'Odyssée les épopées d'Arctinos de Milet et de Leschès. Agias racontait comment Athéna, pour commencer sa vengeance, avait excité une querelle entre Agamemnon et Ménélas; puis il retraçait les aventures diverses de chacun des deux frères. C'était là vraisemblablement le principal sujet qu'il eût traité, car le poème est cité plus d'une fois sous le titre de Retour des Atrides.
Les Retours étaient divisés en cinq parties ou livres, et devaient former une somme de plusieurs milliers de vers. De tous ces vers, il n'en reste que trois ; encore n'ont-ils rien qui rappelle le sujet du poème, puisqu'il s'y agit du rajeunissement d'Éson par Médée. Il reste également quelques citations mythologiques,,,,,.
Curieusement, l'attribution des Retours à Agias n'est pas toujours clairement établie par les auteurs antiques, certains préférant citer simplement le titre de l'œuvre,,, ou encore "l'auteur des Retours",.
Clément d'Alexandrie cite une pensée d'Agias : « Les présents, comme les actions, trompent souvent l'esprit de l'homme. »

## Sources
1. ↑  William Smith, Dictionary of Greek and Roman Biography and mythology (1870) [lire en ligne]
2. 1 2  Alexis Pierron, Histoire de la littérature grecque, Hachette, 1875, chapitre V remacle.org lire en ligne sur Gallicagallica.bnf.fr
3. 1 2  « Ni dans la Minyade, ni dans le poème des Retours, qui sont cependant les ouvrages où il est question des enfers et de ce qu'on y voit d'effrayant. » Pausanias, Description de la Grèce [détail des éditions] [lire en ligne], X, 28
4. 1 2  « On voit dans le poème des Retours, que Clymène était fille de Minyas, et qu'elle fut mariée à Céphale, fils de Déion, dont elle eut un fils nommé Iphiclus. » Pausanias, Description de la Grèce [détail des éditions] [lire en ligne], X, 29
5. 1 2   « Au-dessus d'eux est Maya assise sur une pierre. Il est question d'elle dans le poème des Retours, où l'on voit qu'elle mourut fille, et qu'elle avait pour père Proetus, fils de Thersandre, fils de Sisyphe. » Pausanias, Description de la Grèce [détail des éditions] [lire en ligne], X, 30.
6. ↑   « En entrant dans la ville d'Athènes, vous trouvez le tombeau de l'amazone Antiope. Pindare dit qu'elle avait été enlevée par Thésée et Pirithoüs ; mais voici ce qu'on lit dans les vers d'Hègias de Trézène. Héraclès ayant assiégé la ville de Themiscyre sur le Thermodon, ne put cependant pas parvenir à la prendre; elle lui fut livrée par Antiope devenue amoureuse de Thésée, qui avait suivi Hercule dans cette expédition. Les Athéniens, de leur côté, disent que les Amazones étant venues dans l'Attique, Antiope fut percée d'un coup de flèche par Molpadie, qui fut elle-même tuée par Thésée, et on montre aussi son tombeau à Athènes. » Pausanias, Description de la Grèce [détail des éditions] [lire en ligne], I, 2, 1.
7. 1 2  « Nauplius (...) épousa, suivant les tragiques, Clymène, fille de Catrée ou Philyre, suivant celui qui a écrit les retours » Pseudo-Apollodore, Bibliothèque [détail des éditions] [lire en ligne], II, 1, 5.
8. 1 2  « Celui qui a composé le Retour des Atrides, dit que Tantale alla un jour trouver les dieux, et que conversant familièrement avec eux, Jupiter lui donna la liberté de demander ce qu'il voudrait. Comme il était livré sans réserve aux jouissances, il en toucha quelque chose, et demanda de vivre comme les dieux. Jupiter le lui accorda en se rendant à son désir, parce qu'il le lui avait promis ; mais indigné de cette hardiesse, il ne voulut pas qu'il jouît de ce qu'il aurait devant lui. C'est pourquoi il suspendit une roche sur sa tête, afin de le tenir dans une crainte continuelle, et de l'empêcher ainsi de manger rien de ce qui lui serait servi. » Athénée, Deipnosophistes [détail des éditions] (lire en ligne) (VII, 6)
9. ↑  (en) Clément d'Alexandrie, Stromates (lire en ligne) (VI, 2)